# Erdberg (Wien)
Erdberg ist ein Stadtteil Wiens im 3. Wiener Gemeindebezirk Landstraße.

## Geschichte

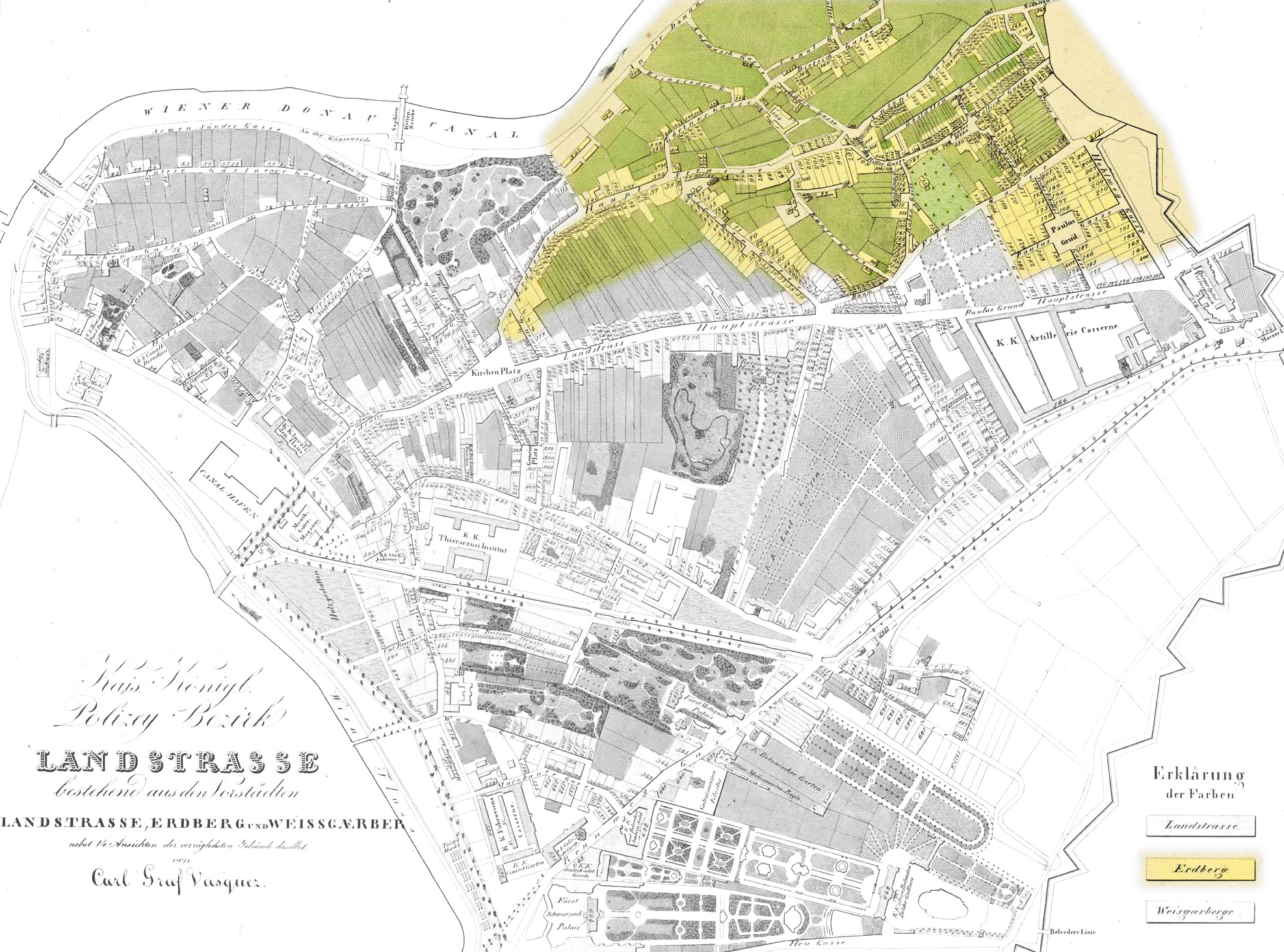
Bearbeitung des Bezirksplans von Carl Graf Vasquez aus der Zeit um 1830, Erdberg ist farblich hervorgehoben

Erdberg zählt zu den ältesten Ansiedlungen im Raum Wien. Auf dem Gelände im Norden des Rochusmarktes, beim Grete-Jost-Park an der beginnenden Erdbergstraße sowie an der Stelle der heutigen Zentrale der Österreichischen Post AG wurden die ältesten römischen Funde im Wiener Stadtgebiet entdeckt. Es handelt sich um Funde aus der vor ihr liegenden spätkeltischen und der frührömischen Kultur (keltische Grubenhäuser, Brunnen, Öfen und Gruben aus der Mitte des ersten Jahrhunderts und römische Importgüter wie Amphoren aus dem Adriaraum, Feinkeramik und Schreibgeräte). Weitere Funde werden in die Jungsteinzeit datiert, andere in das 13. und 14. Jahrhundert (Erdställe), aus dem 18. Jahrhundert wurden an derselben Stelle die Grundmauern des Palais Mesmer dokumentiert.
Die erste urkundliche Erwähnung stammt aus dem 12. Jahrhundert als Ertpurch. Der Name, später auch als Erpurch, Erdburg beziehungsweise Erdberg genannt, stammt von einem befestigten Ringwall, der wahrscheinlich im Frühmittelalter im Bereich der heutigen Erdbergstraße, Kardinal-Nagl-Platz, Hainburger Straße und Schlachthausgasse angelegt worden war. Die Herleitung des Namens von der Erdbeere, wie einen auch das Erdberger Wappen glauben lässt, ist hingegen falsch.
Eine erste wichtige Rolle spielte Erdberg 1192, als Richard Löwenherz hier nach dem Dritten Kreuzzug gefangen genommen wurde. Für den späteren Charakter als reine Agrar- und Landwirtschaftssiedlung war der Zuzug niederdeutscher Gärtner maßgebend, die auf dem heutigen Erdberger Gebiet ein Dörfchen namens Nottendorf gründeten. Nottendorf wurde jedoch im Zuge der ersten Türkenbelagerung 1529 völlig zerstört und nicht mehr aufgebaut.
Über die Jahrhunderte blieb Erdberg ein landesfürstlicher Besitz. 1810 kam es schließlich an den Wiener Magistrat. 1850 wurde Erdberg gemeinsam mit den Vorstädten Weißgerber und Landstraße als Bezirk Landstraße nach Wien eingemeindet.
Charakteristisch für das Dorf war der Gemüseanbau, der den Weinbau immer mehr verdrängte. Dabei spielte Erdberg auch eine wichtige Rolle zur Versorgung Wiens. Bis zur Mitte des 19. Jahrhunderts bewahrte Erdberg mit seinen etwa 5000 Einwohnern seinen Charakter und beherbergte nur vereinzelt Gewerbebetriebe und Fabriken, dies änderte sich erst im späteren 19. Jahrhundert. Wichtig für die Erdberger Wirtschaft im 19. Jahrhundert waren auch die hier ansässigen zahlreichen Fuhrwerker, zur Erinnerung daran wurde der in den 1950er-Jahren angelegte Fiakerplatz so benannt. 1991 wurde dort das 1937 von Josef Engelhart geschaffene Fiakerdenkmal aufgestellt.
In den 1820er-Jahren wurde der Paulusgrund (auch Paulusplatz-Viertel) planmäßig verbaut. Es entstand ein quadratischer Platz (der seit 1862 so benannte Paulusplatz), an dem zwei Straßen (die Paulusgasse und die Schimmelgasse) einander kreuzen. Die Grenze des Areals bilden die heutigen Straßenzüge Petrusgasse – Baumgasse – Schlachthausgasse und Landstraßer Hauptstraße (bei Vasquez, siehe obigen Plan, als Paulusgrund Hauptstraße angeführt). Die ursprüngliche Bebauung von ein- oder zweigeschoßigen Häusern (darunter auch viele Fuhrwerkshäuser) verschwand nach und nach im Lauf des 19. und 20. Jahrhunderts, erhalten sind noch die Häuser Schimmelgasse 3 (unter Denkmalschutz), 18 und 19.
Nach dem Ersten Weltkrieg fielen große Grundstücke in Neuerdberg (dem unteren Teil des Gebiets) an die Stadt Wien, die im Bereich Dietrichgasse/Drorygasse/Hagenmüllergasse/Kardinal-Nagl-Platz/Ludwig-Koeßler-Platz Gemeindebauten errichtete, die die ganze stilistische Breite im kommunalen Wohnbau dieser Zeit dokumentiert. Der größte und bekannteste dieser Bauten ist der Rabenhof. Abgesehen vom Margaretengürtel ist dies der Bereich mit der größten Dichte an Gemeindebauten innerhalb des Gürtels.
1956 begann die Assanierung Alt-Erdbergs (auch „Dörfel“ genannt), einem Bereich niedriger, langgestreckter Hofanlagen zwischen Baumgasse und Erdbergstraße, vor allem im Bereich Leonhardgasse und Gestättengasse. Diese Bebauung wurde durch städtische Großwohnanlagen ersetzt, als Mittelpunkt des Gebietes wurde der Fiakerplatz angelegt. Im Zuge dessen wurde auch eine 1815 errichtete Wallfahrtskapelle der Magna Mater Austriae (eine Nachbildung des Gnadenbildes von Mariazell aus der Zeit um 1700) in die Wohnhausanlage Leonhardgasse 2–10 integriert, sie bildet dort eine Art Nische für das Bild.
Heute ist Erdberg Namensgeber des gleichnamigen, acht Zählsprengel umfassenden Zählbezirks mit 15.093 Einwohnern (2014), dessen Grenzen jedoch nicht mit den historischen und heute im allgemeinen Sprachgebrauch gemeinten Grenzen des Stadtteils übereinstimmen. Anteil hat Erdberg auch an den Zählbezirken Erdberger Mais – St. Marx (5.319 Einwohner) und Erdberger Lände – Altes Gaswerk (7.912 Einwohner).
Einige Gebäude in Erdberg sind von der Stadt Wien als bauliche Schutzzone ausgewiesen. Es gibt die Schutzzone Erdberg, sie umfasst die Alt-Erdberger Pfarrkirche mit ihrem Pfarrhof sowie die sie umgebenden Gebäude der Schulschwestern, die aus josephinischer Zeit mit typischem Plattendekor ausgestatteten Vorstadthäuser in der Kundmanngasse (Nrn. 29–35 und Erdbergstraße 8), die Häuser in der Wassergasse zwischen Hainburger Straße und Erdbergstraße (mit Ausnahme von Nr. 16), sowie den Rabenhof. Daneben gibt es noch die Wohnhausanlage Erdberg genannte Schutzzone, die den Hanuschhof umfasst und daneben die zwischenkriegszeitlichen Wohnhausanlagen Dietrichgasse 32–34, Erdberger Hof und Hagenmüllergasse 25, sowie die Neu-Erdberger Pfarrkirche und das Salesianum in der Hagenmüllergasse. Auch die Straßenbahnremise bildet eine eigene Schutzzone.

## Galerie

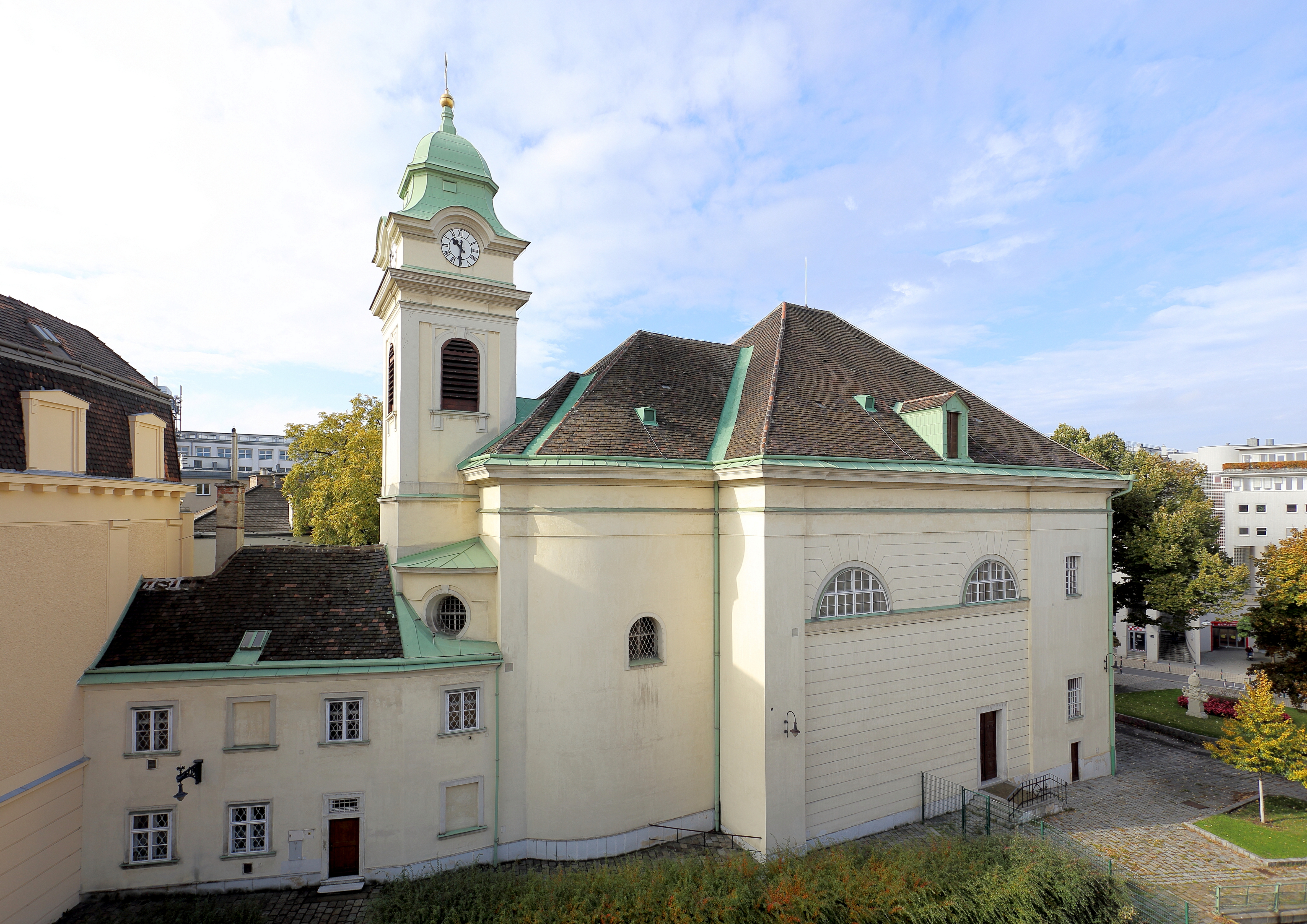
Pfarrkirche Erdberg St. Peter und Paul
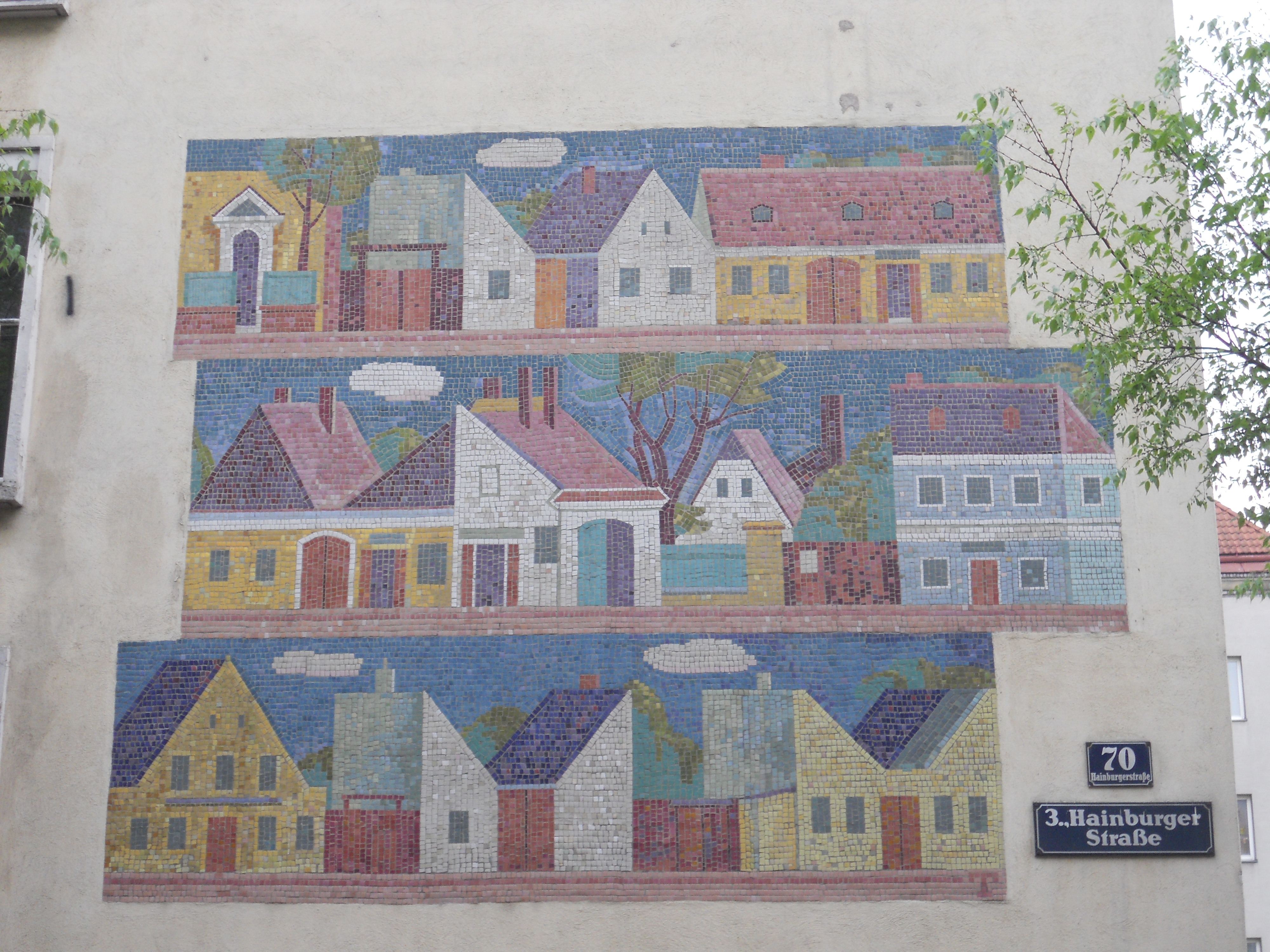
Mosaik in der Hainburger Straße, das die Bebauung Alt-Erdbergs bis Mitte des 20. Jahrhunderts zeigt, links oben ist die Marienkapelle zu sehen.
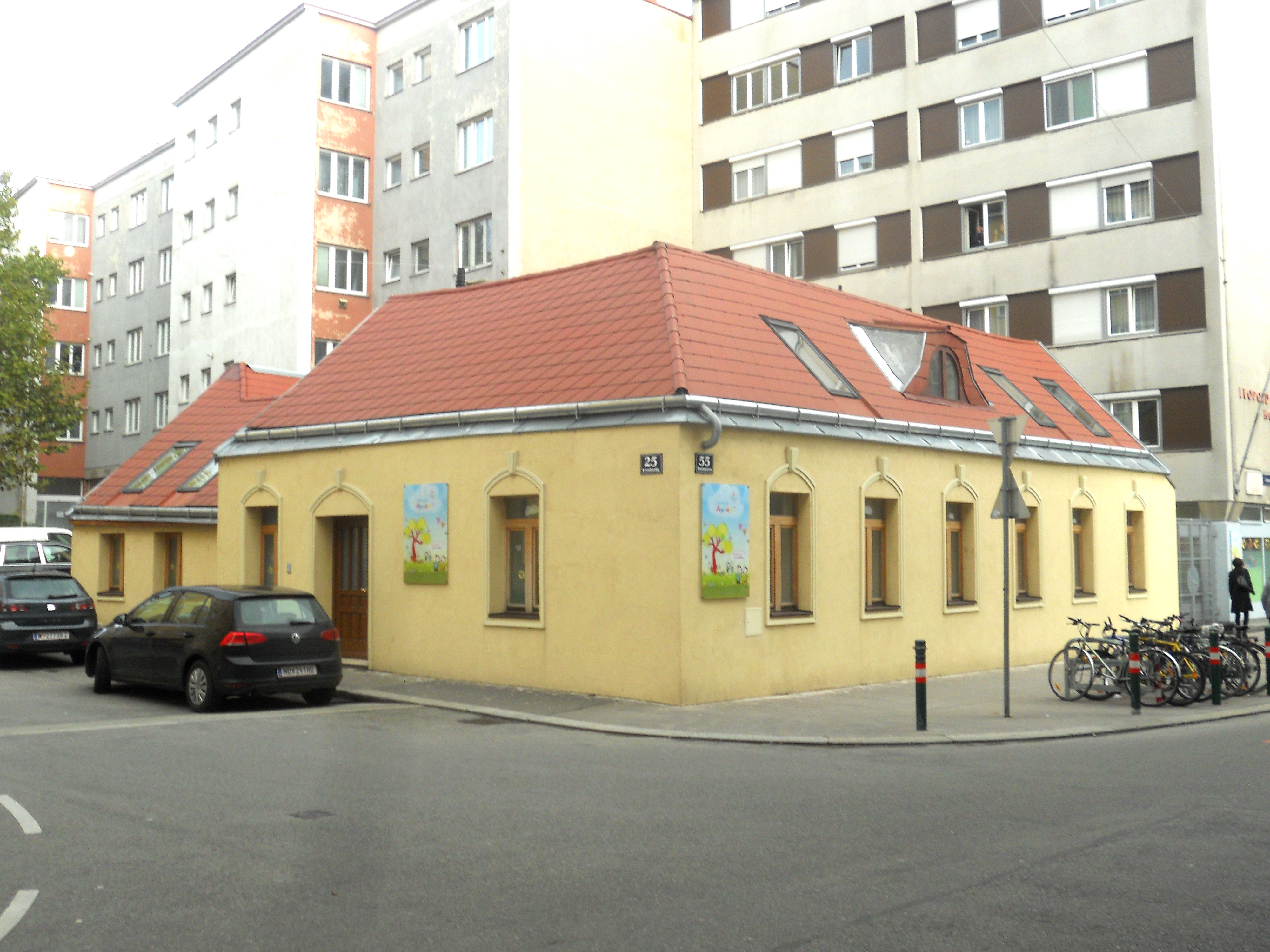
Haus Baumgasse 55 – ein Relikt der alten Bebauung
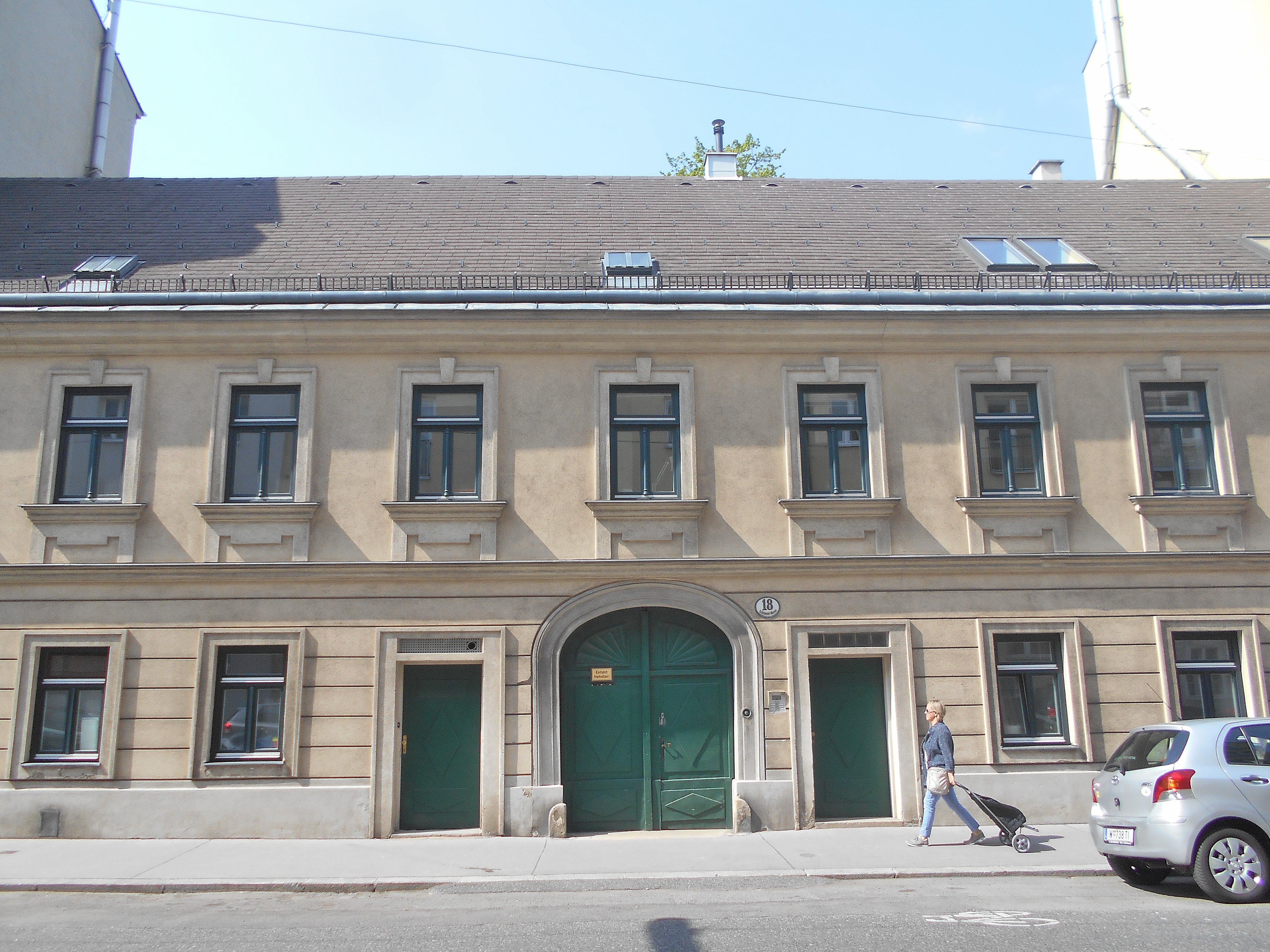
Schimmelgasse 18 – eines der letzten originalen Häuser des Paulusgrundes
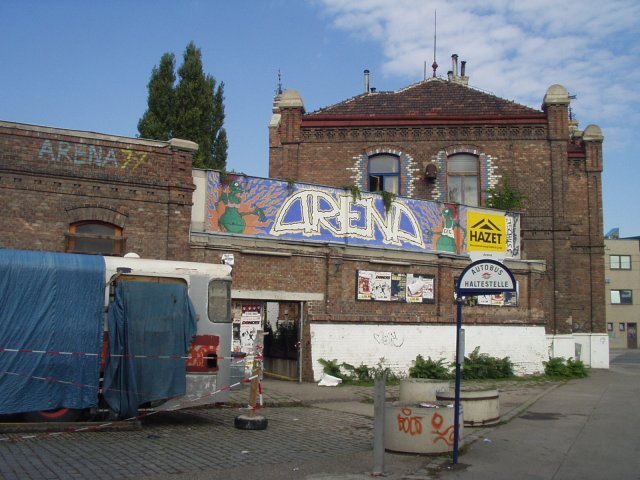
Veranstaltungsort Arena
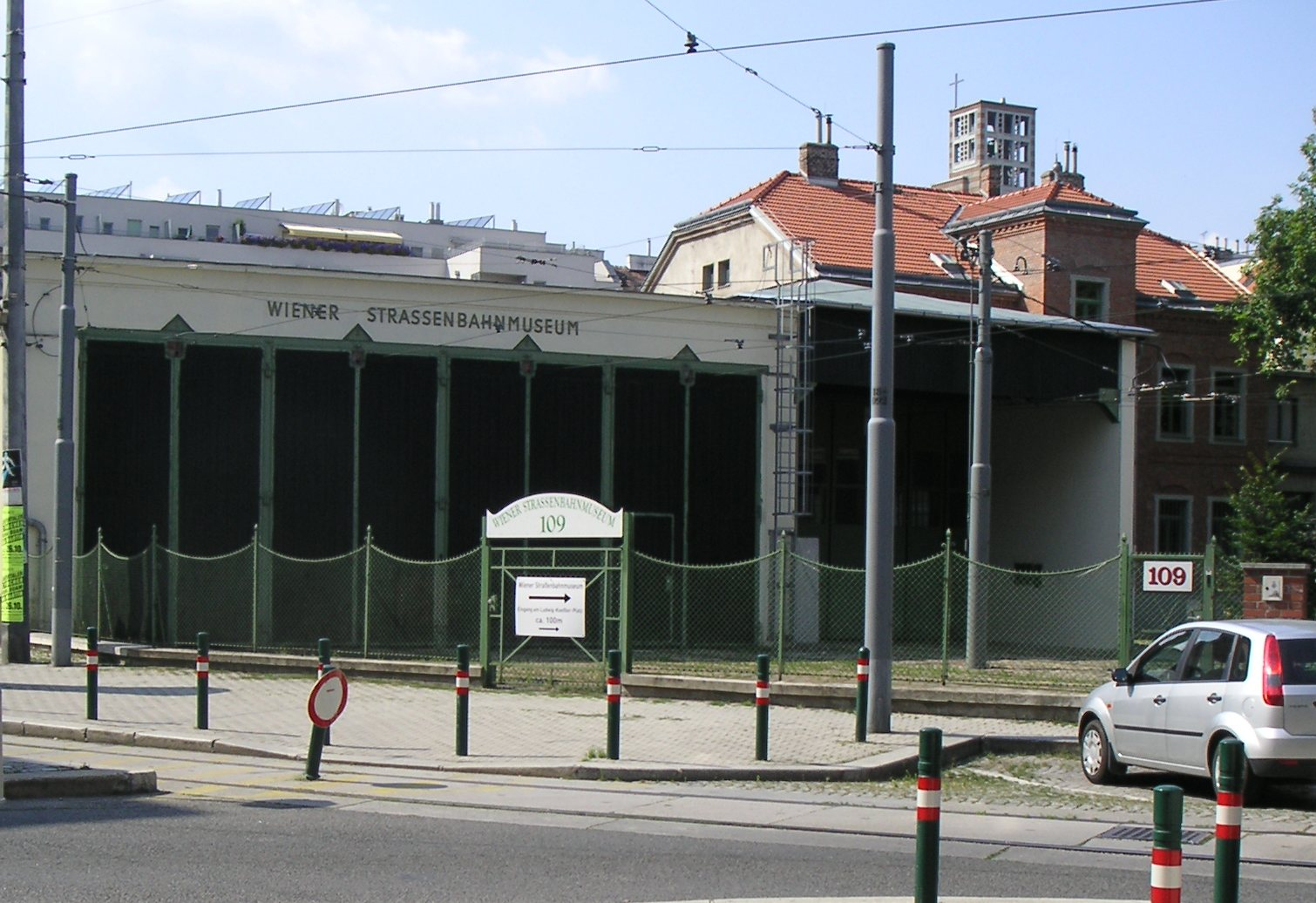
Verkehrsmuseum Remise
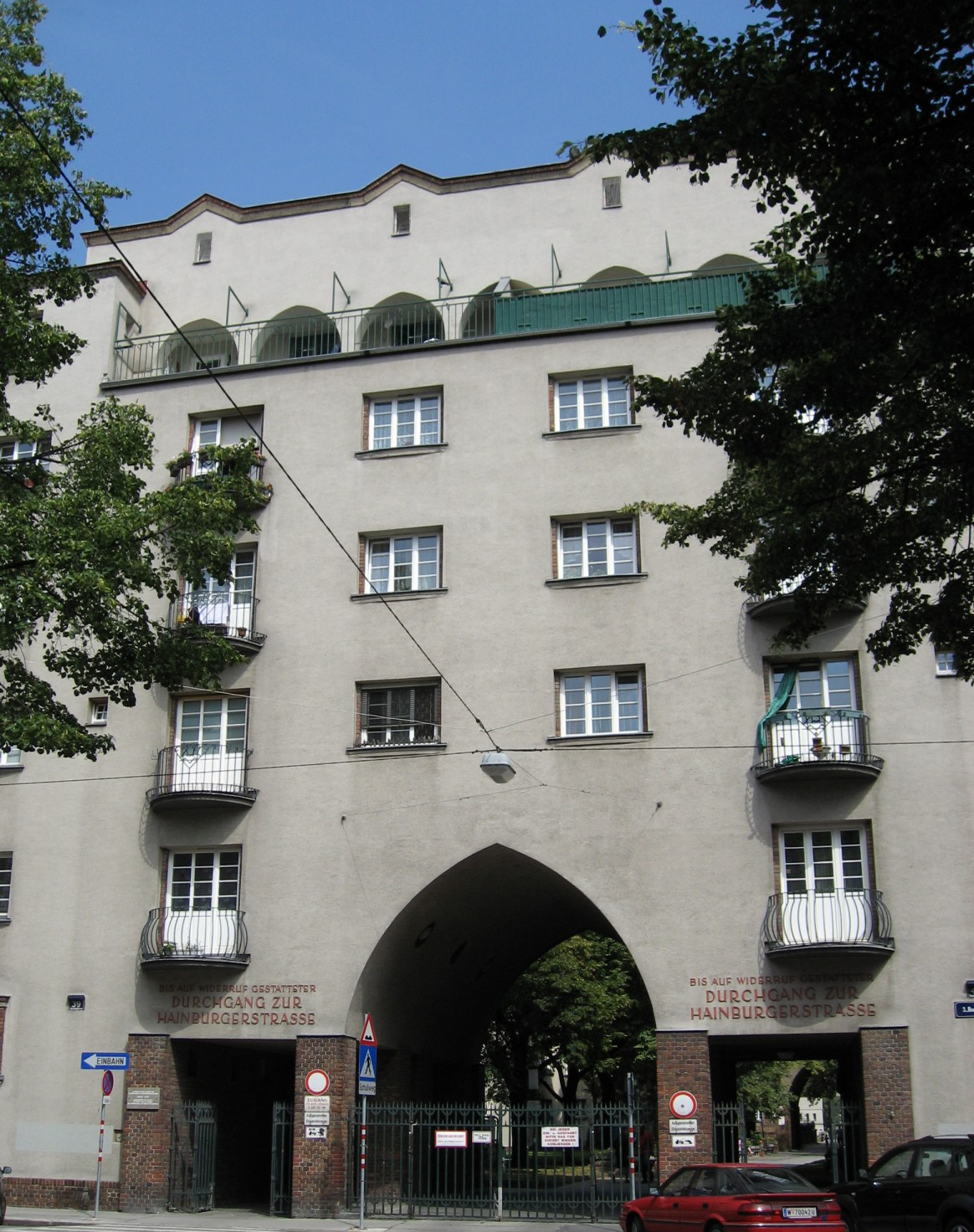
Tor zum Rabenhof in der Baumgasse
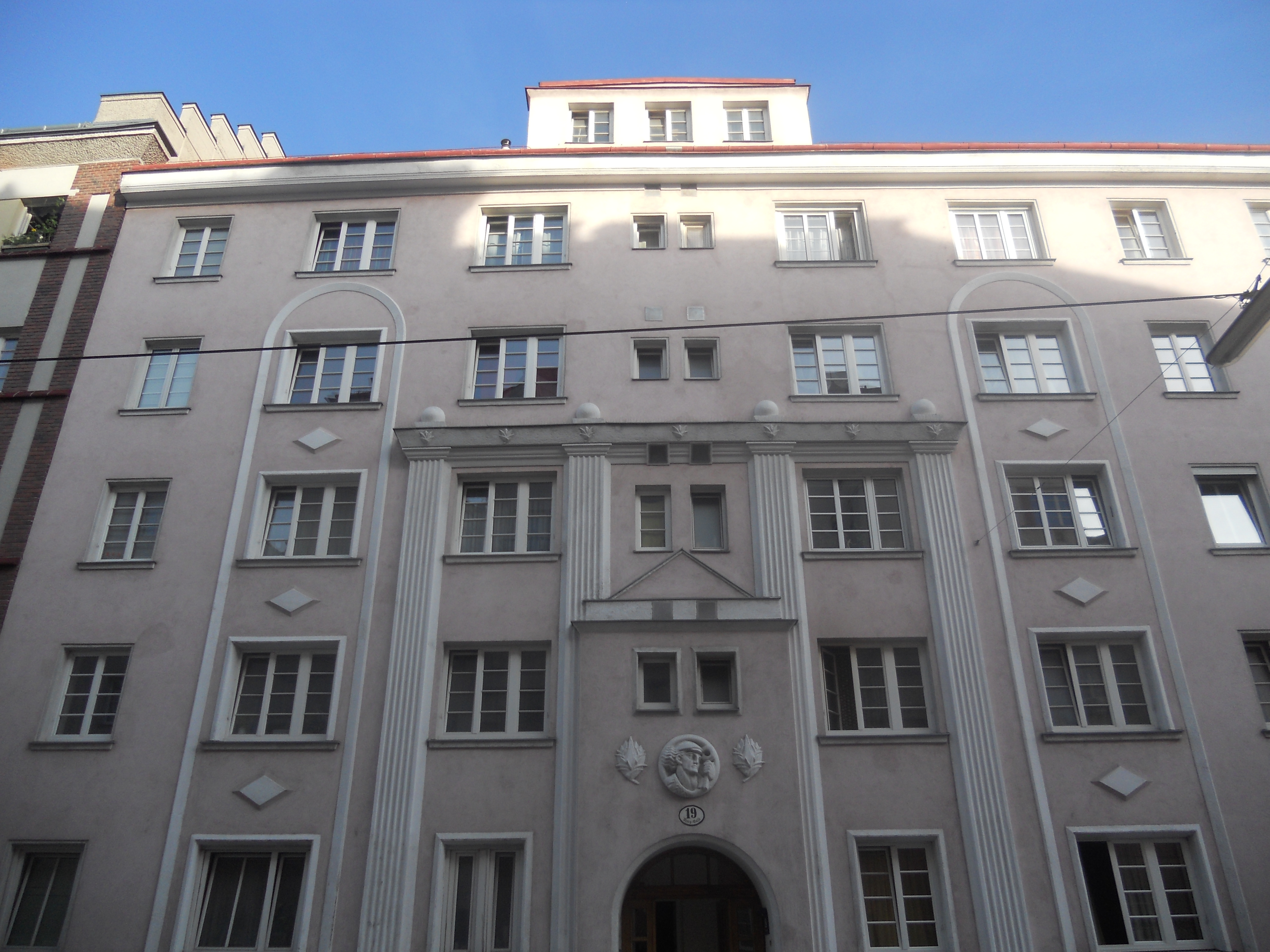
Der Erdberger Hof (1923), einer der ersten Gemeindebauten Wiens
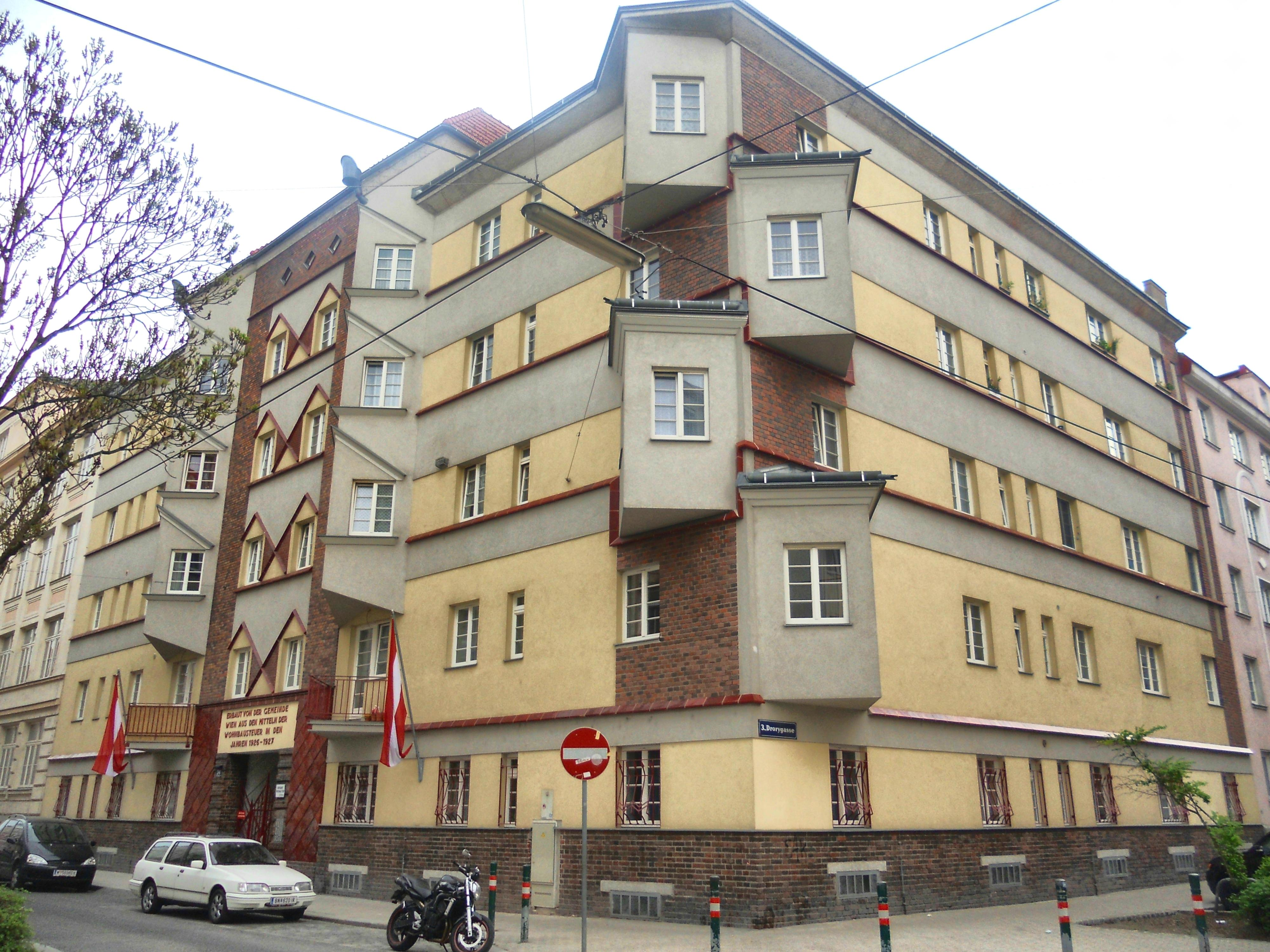
Der Gemeindebau Dietrichgasse 32–34
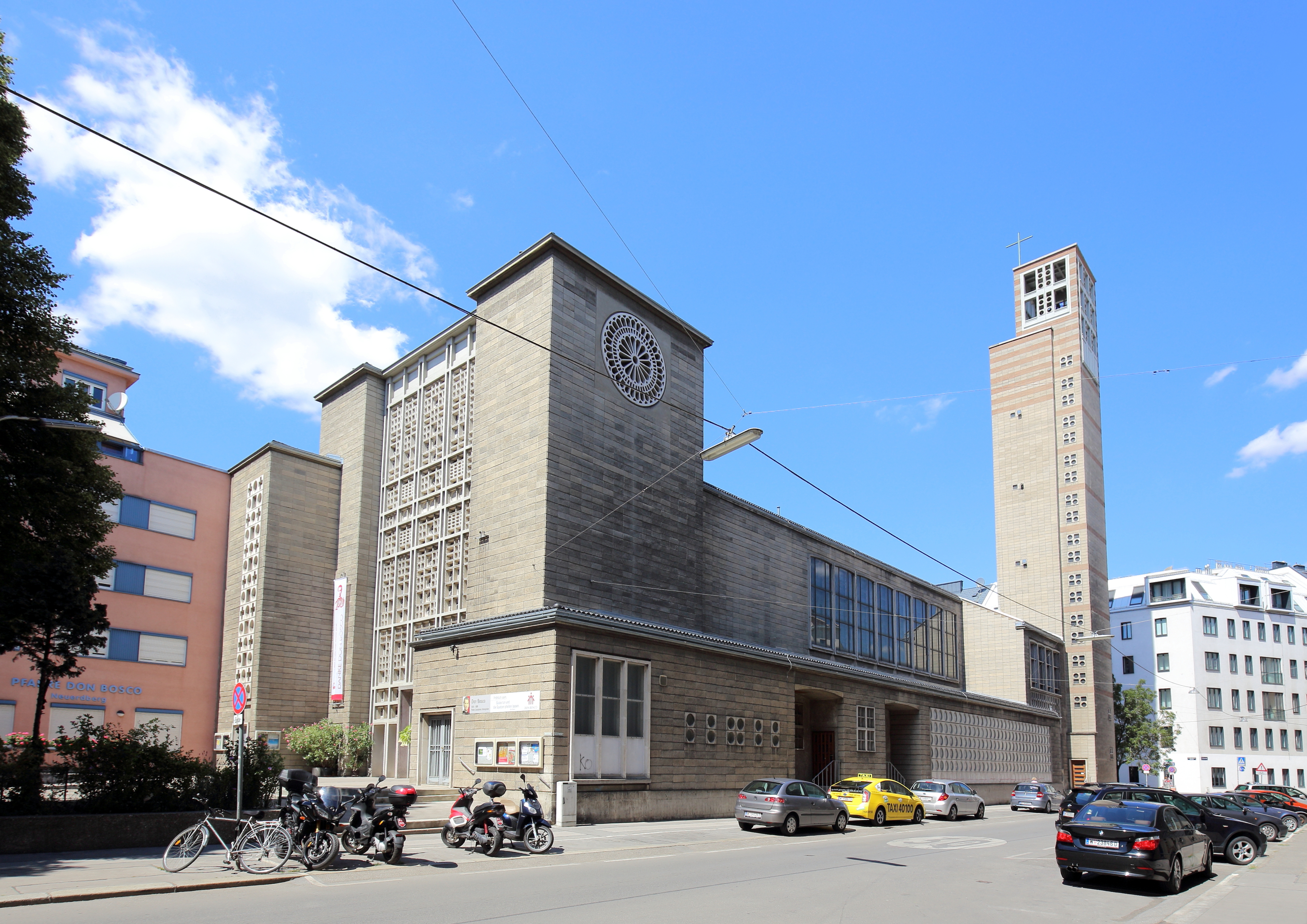
Pfarrkirche Neuerdberg von Robert Kramreiter
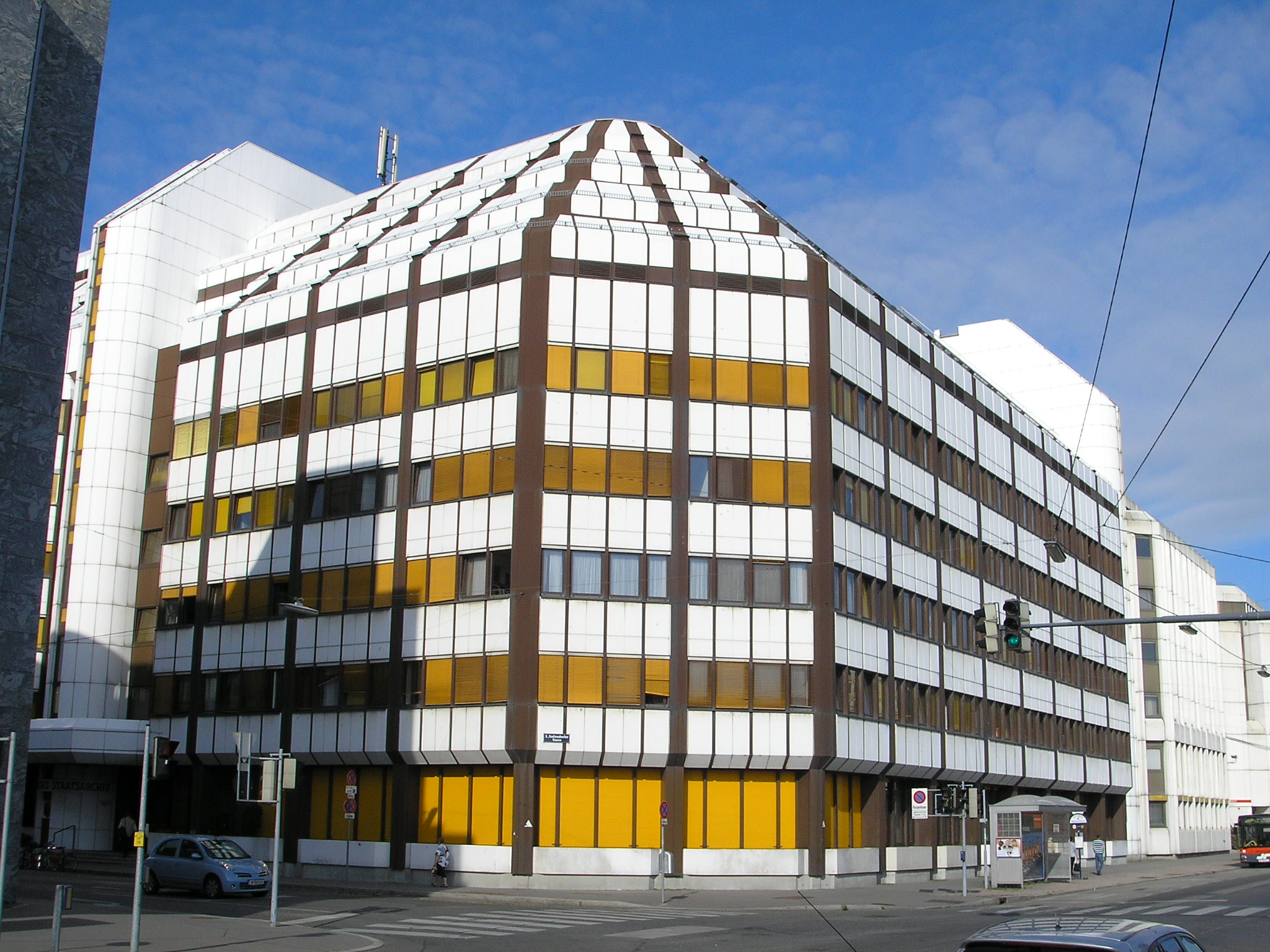
Österreichisches Staatsarchiv in Erdberg
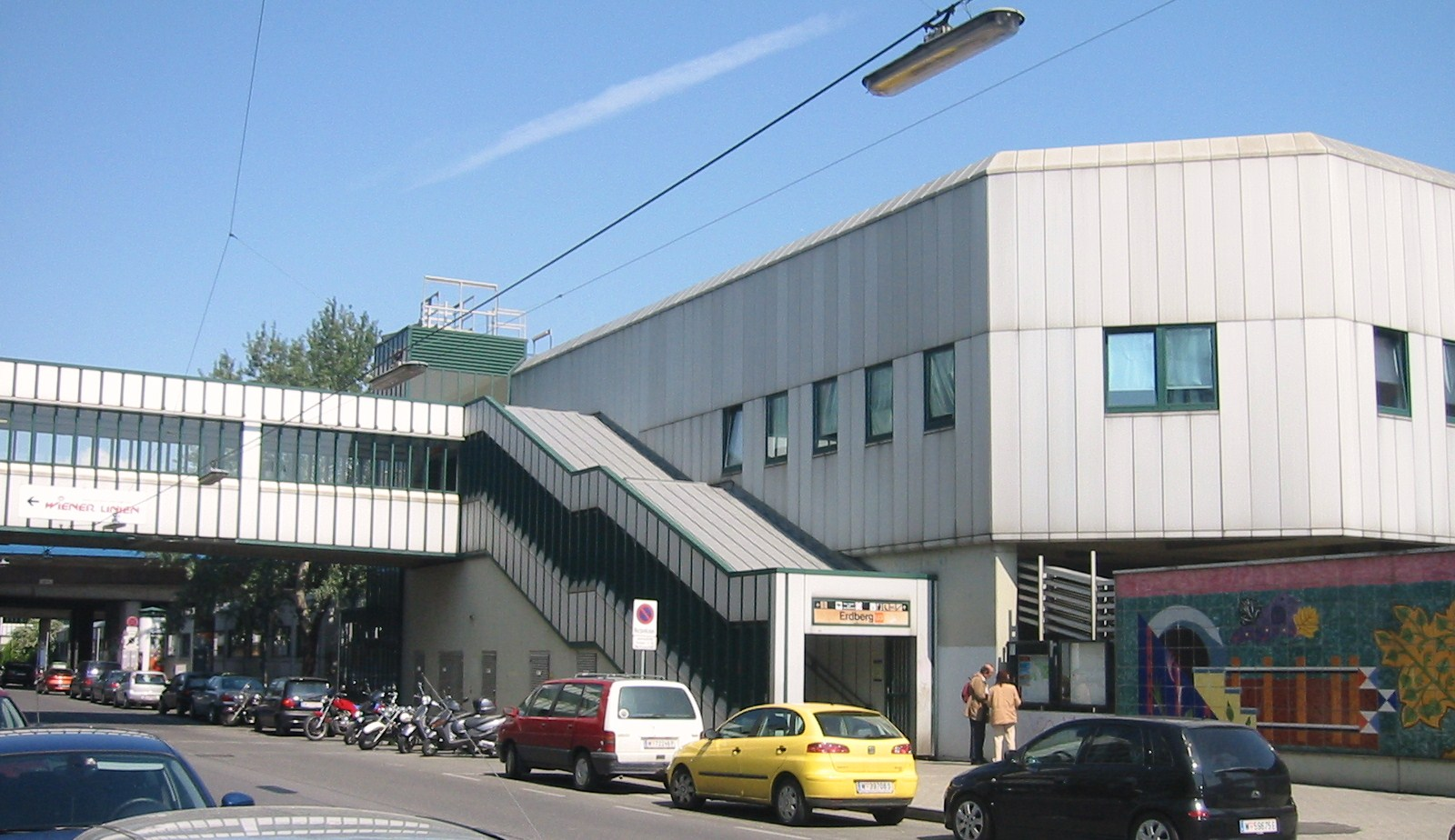
U-Bahn-Station Erdberg
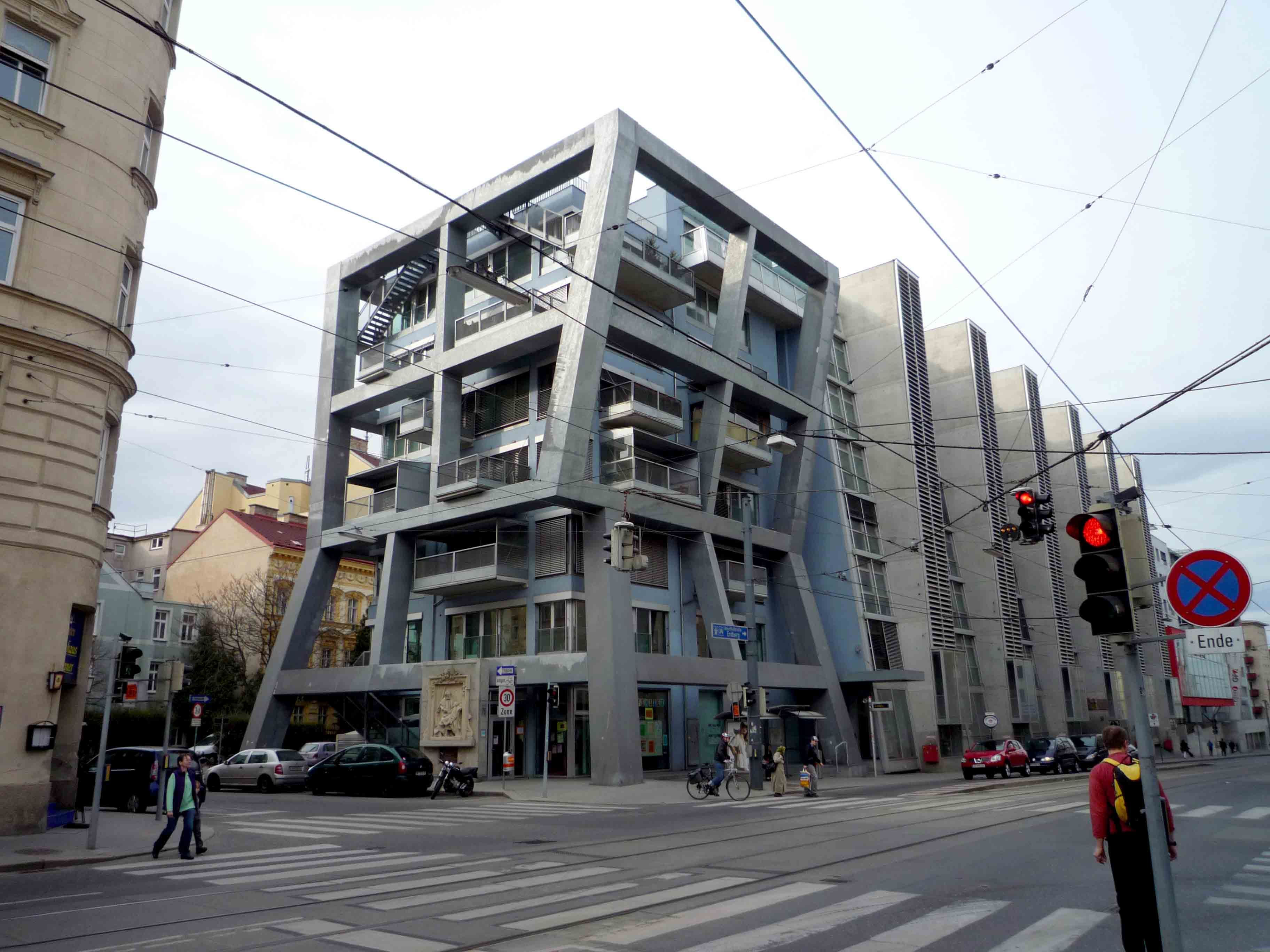
Wohnhaus von Coop Himmelblau mit einem Relief, das einen Überrest des Mautner Markhof’schen Kinderspitals darstellt
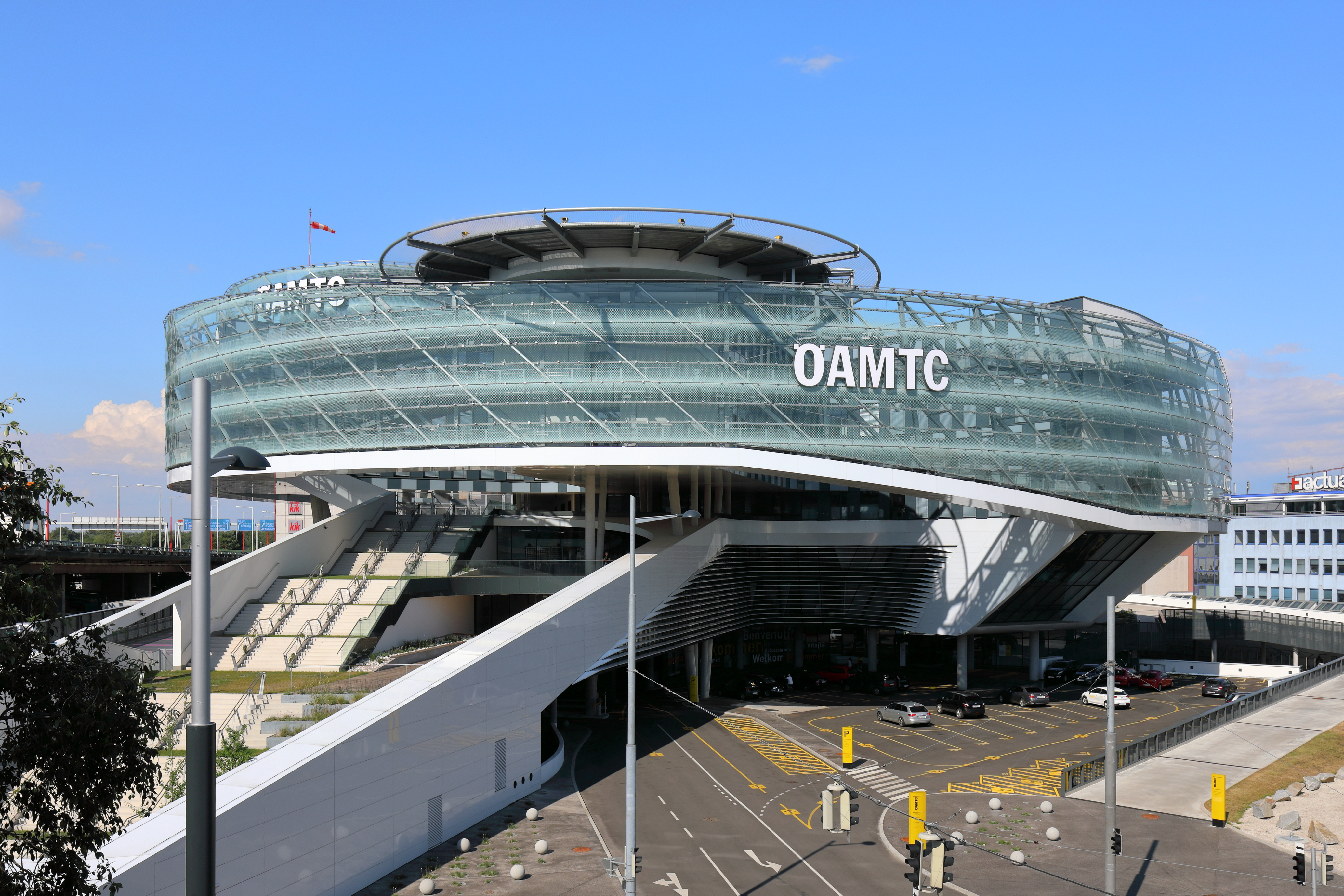
Neue ÖAMTC-Zentrale von Pichler & Traupmann
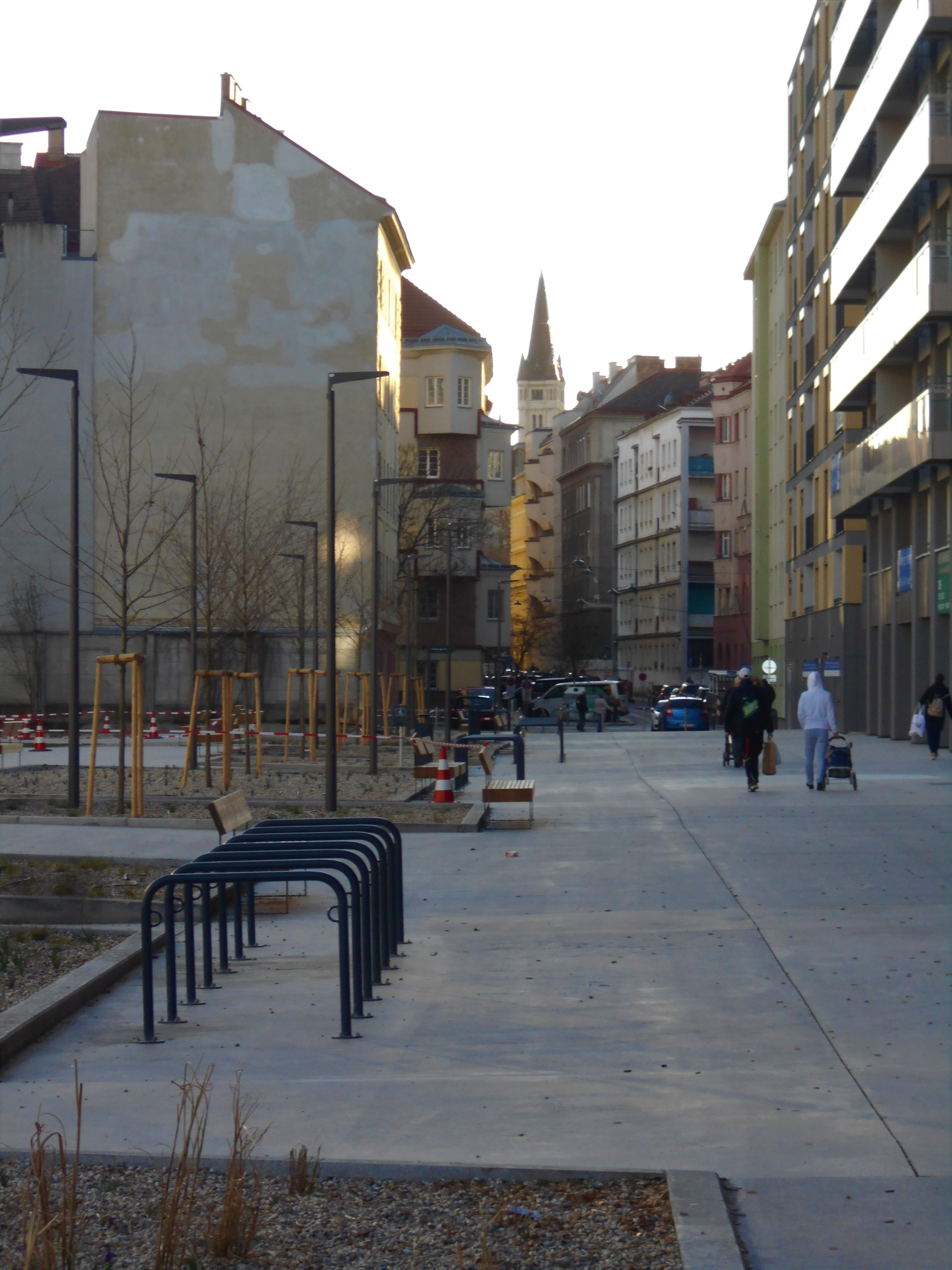
Blick vom Leonie-Rysanek-Park über die Drorygasse ins Stadtteilinnere von Erdberg, eine erst seit Frühjahr 2020 bestehende Sichtachse

## Persönlichkeiten
- Walter Barylli (1921–2022), Violinist[7]
- Harald Havas (* 1964), österreichischer Journalist und Autor
- Camillo Jerusalem (1914–1989), österreichischer Fußballspieler
- Thomas Klestil (1932–2004), österreichischer Bundespräsident
- Carl Lorens (1851–1909), österreichischer Volkssänger und Wienerlied-Komponist
- Helmut Qualtinger (1928–1986), österreichischer Schauspieler, Schriftsteller, Kabarettist und Rezitator
- Erwin Schrödinger (1887–1961), österreichischer Physiker und Nobelpreisträger
- Joe Zawinul (1932–2007), österreichischer Jazzmusiker
- Heinz-Christian Strache (* 1969), österreichischer Politiker